# Autorizare
Autorizarea,  prin contrast cu autentificarea, este mecanismul prin care un sistem informațional determină ce nivel de acces trebuie de atribuit unui utilizator autentificat pentru a accesa resurse securizate, care sunt controlate de către sistem.
De exemplu, un sistem de gestiune a bazelor de date poate fi conceput în așa fel încât să prevadă care persoane au capacitatea de a obține informații de la baza de date, dar nu și de a modifica datele stocate, în timp ce alte persoane au și capacitatea de a modifica aceste date.
Sistemele de autorizare oferă răspunsuri la următoarele interogări:
- Utilizatorul X este autorizat de a accesa resursele R?
- Utilizatorul X este autorizat de a efectua operația P?
- Utilizatorul X este autorizat de a efectua operația P pe resursa R?

Autentificarea și autorizarea sunt mecanisme strâns legate -- sistemele de autorizare depind de sistemele de autentificări securizate pentru a se asigura că utilizatorii sunt veridici și astfel asigurând că utilizatorii neautorizați nu vor avea acces la resursele securizate ale sistemului.